# 石川欽一郎
石川欽一郎（日语：／ Ishikawa Kin'ichirō，1871年8月8日—1945年9月10日），別號一廬，日本靜岡縣人，畫家。曾多次至臺灣任教，擔任臺北第一師範學校以及臺北師範學校圖畫科教師，是臺灣近代西洋美術的啟蒙者，同時也是台灣學校美術教育的開創者，讓台灣學生得以接觸西方美術教育，早期在臺曾發起藝術文化月例會、番茶會（1913－1916），後期來臺積極在學校及校外推廣水彩畫，在《臺灣日日新報》、《臺灣時報》、《臺灣教育》發表大量的畫作與文章，出版《最新水彩畫法》、《課外習畫帖》、《山紫水明》等，並且指導七星畫會、臺灣水彩畫會、基隆亞細亞畫會與各種學校美術講習會以及業餘美術愛好團體，並大力提攜後進，在1920年代臺灣畫壇深具吸引力，學生有李石樵、黃奕濱、李梅樹、倪蔣懷、藍蔭鼎、李澤藩、陳澄波、陳英聲、陳植棋 等人。
石川對台灣歷史最大的影響就是倡議臺灣總督府舉辦官辦美展，並實際參與臺灣美術展覽會創辦過程，同時擔任審查員，讓臺灣民眾得以在美術競賽中與日本人公平競爭。同時使得臺灣有了官辦競賽性美展的傳統，而這項傳統歷經80餘年，從中央到縣市都視公辦美展為其政府文化藝術重要工作與現代化的象徵而繼續發揚光大。

## 生平

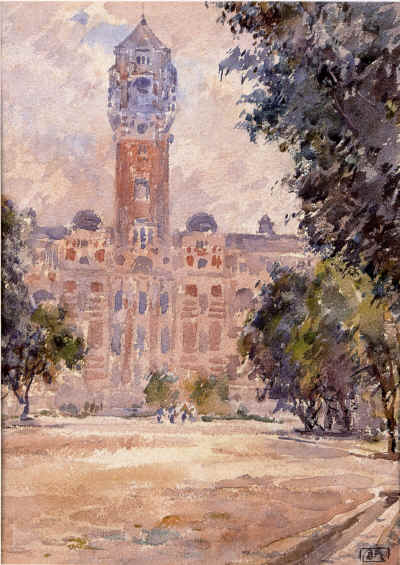
石川欽一郎繪之台灣總督府

石川欽一郎出生於1871年，母親早逝，而父親石川直曾為藩士，受過漢學教育，而石川欽一郎自幼受父親影響，對謠曲語會話頗有興趣。他父親再娶後，生有一女。1883年石川欽一郎就讀靜岡縣立中學校，三年後（1886年）前往東京，並於1888年進入日本遞信省的東京電信學校就讀，期間並向該校助教小代為重學習西洋繪畫。
1889年自東京電信學校畢業後，進入大藏省印刷局的雕刻科工作，製作錢幣上的銅板圖案。在此同時他與畫家石井柏亭成為同事，皆喜歡水彩畫的兩人常相約旅行寫生。1891年石川欽一郎加入了明治美術會，與淺井忠及川村清雄結識。次年他以水彩畫《田舍》、《老人的肖像》參加第四回明治美術會展覽會而為眾人所認可。此外在這一時期他也利用晚上就讀東京正則英語學校學習英語。
1897年石川欽一郎拜川村清雄為師，也加入川村清雄學生組成的「自來集」，而川村清雄為石川之父石川直的舊交。而從1898年起，石川欽一郎與石井柏亭開始拿自己的畫作向淺井忠請益。次年英國著名畫家阿爾弗雷德·伊斯特訪日，旅居日本期間石川欽一郎擔任他的導遊兼翻譯，石川欽一郎亦趁機向他學習，伊斯特返回英國後，石川欽一郎仍常寫信向他請教。
而受當時不少日本畫家常前往歐洲遊學習畫的風氣影響，石川欽一郎辭去了印刷局的工作，在1899年到1900年前往歐洲學習。1900年春擔任陸軍參謀本部通譯官，赴中國參加八國聯軍和談會議。1901年返回日本後與石井柏亭和其他愛好美術的舊同事組成西洋畫研究小組「紫瀾會」，日後並在1903年於東京美術學校校友會俱樂部舉行「紫瀾會同仁習作展覽會」。而在明治美術會於1901年解散後，該會會員川村清雄組成「巴會」，小山正太郎組成「太平洋畫會」，而石川欽一郎則加入了「巴會」。
1904年日俄戰爭爆發後，石川欽一郎與山本芳翠、北蓮藏等畫家以新聞雜誌通訊員身分從軍，繪製戰地畫並用以報導戰爭；同年加入滿州軍總司令部，曾到過中國遼陽、營口、旅順等地，繪製20多件素描，日後在1906、1907年分別以《遼陽城土人攤販》、《滿州風景》兩作參加「巴會展」、「東京勸業博覽會展」。返回日本後（1905年），石川欽一郎與畫家大下藤次郎會面，石川並參與他創辦水彩畫專門雜誌《みづゑ》的事業，並在上面發表文章。
1907年石川欽一郎以臺灣總督府陸軍部幕僚附陸軍通譯官身分到臺灣，因其在日本畫壇已有一定地位，臺灣總督府委請他繪製日軍征臺與原作民部落的畫作，如「北白川宮殿下御奮戰圖」（1909年3月）、「蕃界圖」（1909年7月）等。在此期間他也兼任臺北中學校與臺灣總督府國語學校的囑託（相當於約聘老師），教授繪畫，此外他還在1908年於國語學校宿舍開辦西洋畫研究會「紫瀾會」，並辦過畫展。而除了在校園中推廣藝術外，石川欽一郎於1913年2月發起「番茶會」，邀請總督府官員、學者、義術家等在臺日人菁英聚會，向社會推廣藝術。後來石川欽一郎於1916年8月離開臺灣，並於1922年赴歐洲遊學。
1924年應臺北師範學校校長志保田鉎吉之邀，石川欽一郎再次來臺擔任該校囑託。1927年臺北第二師範學校成立，原臺北師範學校改稱臺北第一師範學校，而石川欽一郎同時於兩校擔任囑託，同時利用課餘時間來組織學生寫生班與「芳蘭繪畫部」。任教期間如果遇到希望成為畫家的學生，石川欽一郎會協助分析其狀況提供意見以免耽擱其前程，而如果該學生經濟條件較差，則會協助介紹給實業家以獲得進修資金。
1927年石川欽一郎與鹽月桃甫、鄉原古統、木下靜涯等人向臺灣總督府提議舉辦「臺灣美術展覽會」，該展覽相當於日本本土的帝國美術展覽會，後來成為不少臺灣畫家表現的舞臺，對臺灣近代美術發展有重大影響。後來石川欽一郎在1932年返回日本，其學生為了感念他的教導，以其別號成立了「一廬會」，每年舉辦畫展。一廬會重要成員有倪蔣懷、藍蔭鼎、李澤藩、何德來、簡綽然、郭福壽、黃奕濱、葉火城、陳英聲、蘇秋來、楊啟東、鄭世璠、洪水塗 、李宴芳等。
而在返回日本之後，石川欽一郎仍積極創作，時常以「無鑑查」、「招待」的資格參加畫展，後於1945年9月10日去世。

## 影視作品
- 2016年 電視劇《紫色大稻埕》，由米七偶飾演。

## 相關条目
- 臺籍的門生有倪蔣懷、陳澄波、陳英聲、黃奕濱、彭瑞麟、李梅樹、陳植棋、李石樵、李澤藩、鄭世璠、葉火城、吳棟材、藍蔭鼎、洪瑞麟、張萬傳、陳德旺、林有德等人。
- 日治時期來臺任教者：石川欽一郎、鄉原古統、鹽月桃甫。